# Teatry w Warszawie

## Teatry ze stałą siedzibą
| teatr                                  | rodzaj                        | prowadzący | siedziba                                                            | www                       | fotografia |
| -------------------------------------- | ----------------------------- | --- | ------------------------------------------------------------------- | ------------------------- | ---------- |
| Mazowiecki Teatr Muzyczny Operetka     | teatr operetkowy              | Iwona Wujastyk | Praga-Północ, ul. Jagiellońska 26                                   | www.mteatr.pl             |            |
| Nowy Teatr                             | teatr dramatyczny             | Krzysztof Warlikowski | Mokotów, ul. Madalińskiego 10/16                                    | www.nowyteatr.org         |            |
| Och-Teatr                              | teatr dramatyczny             | Katarzyna Błachiewicz (dyrektor teatrów Fundacji), Krystyna Janda (dyrektor artystyczny teatrów Fundacji), Maria Seweryn (dyrektor zarządzający), Anna Janda (p.o. dyrektor zarządzającej)                 | Ochota, ul. Grójecka 65                                             | www.ochteatr.com.pl       |            |
| Studio Buffo                           | teatr muzyczny                | Janusz Stokłosa (prezes), Janusz Józefowicz (dyrektor artystyczny) | Śródmieście, ul. Konopnickiej 6                                     | www.studiobuffo.com.pl    |            |
| Teatr 6. piętro                        | teatr dramatyczny             | Michał Żebrowski i Eugeniusz Korin | Śródmieście, Pałac Kultury i Nauki (wejście od ul. Marszałkowskiej) | www.teatr6pietro.pl       |            |
| Teatr Ateneum                          | teatr dramatyczny             | Ryszard Markow | Śródmieście, ul. Jaracza 2                                          | www.teatrateneum.pl       |            |
| Teatr Baj                              | teatr lalek                   | Ewa Piotrowska | Praga-Północ, ul. Jagiellońska 28                                   | www.teatrbaj.waw.pl       |            |
| Teatr „Capitol”                        | teatr komediowy               | Anna Gornostaj i Stanisław Mączyński | Śródmieście, ul. Marszałkowska 115                                  | www.teatrcapitol.pl       |            |
| Teatr Collegium Nobilium               | teatr dramatyczny akademicki  | | Śródmieście, ul. Miodowa 22/24                                      | tcn.at.edu.pl             |            |
| Teatr Dramatyczny im. Gustawa Holoubka | teatr dramatyczny             | Wojciech Stefaniak | Śródmieście, Pałac Kultury i Nauki                                  | www.teatrdramatyczny.pl   |            |
| Teatr Druga Strefa                     | teatr dramatyczny             | Sylwester Biraga | Mokotów, ul. Magazynowa 14a                                         | www.teatrdrugastrefa.pl   |            |
| Teatr Guliwer                          | teatr lalek                   | Robert Drobniuch | Mokotów, ul. Różana 16                                              | www.teatrguliwer.waw.pl   |            |
| Teatr Imka                             | teatr dramatyczny             | Tomasz Karolak | Bemowo, ul. Kocjana 3                                               | www.teatr-imka.pl         |            |
| Teatr Kamienica                        | teatr komediowy               | Justyna Sieńczyłło | Śródmieście, al. „Solidarności” 93                                  | www.teatrkamienica.pl     |            |
| Teatr Komedia                          | teatr komediowy               | Krzysztof Wiśniewski | Żoliborz, ul. Słowackiego 19a                                       | www.teatrkomedia.pl       |            |
| Teatr Komuna Warszawa                  | taniec i sztuki performatywne | Alina Gałązka, Grzegorz Laszuk, Bartek Rączkowski | Śródmieście, ul. Emilii Plater 31                                   | www.komuna.warszawa.pl    |            |
| Teatr Kwadrat                          | teatr komediowy               | Ewa Wencel | Śródmieście, ul. Marszałkowska 138                                  | www.teatrkwadrat.pl       |            |
| Teatr Lalka                            | teatr familijny               | Jarosław Kilian | Śródmieście, Pałac Kultury i Nauki (wejście od ul. Świętokrzyskiej) | www.teatrlalka..pl        |            |
| Teatr Małego Widza                     | teatr dziecięcy               | Agnieszka Czekierda | Śródmieście, ul. Jezuicka 4 (wejście od ul. Brzozowej)              | www.teatrmalegowidza.pl   |            |
| Teatr Muzyczny „Roma”                  | teatr muzyczny                | Wojciech Kępczyński | Śródmieście, ul. Nowogrodzka 49                                     | www.teatrmuzyczny.com     |            |
| Teatr Narodowy                         | teatr dramatyczny             | Jan Englert | Śródmieście, ul. Wierzbowa 3                                        | www.narodowy.pl           |            |
| Teatr Ochoty                           | teatr dramatyczny             | Joanna Nawrocka | Ochota, ul. Reja 9                                                  | www.teatrochoty.pl        |            |
| Teatr „Polonia”                        | teatr dramatyczny             | Katarzyna Błachiewicz (dyrektor teatrów Fundacji), Krystyna Janda (dyrektor artystyczny teatrów Fundacji)                                                                                                  | Śródmieście, ul. Marszałkowska 56                                   | www.teatrpolonia.pl       |            |
| Teatr Polski                           | teatr dramatyczny             | Andrzej Seweryn (Dyrektor Naczelny) Janusz Majcherek (Dyrektor Artystyczny) Marek Szyjko (Dyrektor ds. Administracyjno-Ekonimicznych) Anna Skuratowicz ( (Dyrektorka ds. Produkcji, Edukacji i Marketingu) | Śródmieście, ul. Karasia 2                                          | www.teatrpolski.waw.pl    |            |
| Teatr Powszechny                       | teatr dramatyczny             | Paweł Łysak | Praga-Południe, ul. Zamoyskiego 20                                  | www.powszechny.art.pl     |            |
| Teatr Rampa                            |                               | Michał Walczak | Targówek, ul. Kołowa 20                                             | www.teatr-rampa.pl        |            |
| TR Warszawa (Teatr Rozmaitości)        | teatr dramatyczny             | Anna Rochowska | Śródmieście, ul. Marszałkowska 8                                    | www.trwarszawa.pl         |            |
| Teatr Sabat                            | teatr muzyczny                | Małgorzata Potocka | Śródmieście, ul. Foksal 16                                          | www.teatr-sabat.pl        |            |
| Teatr Studio                           | teatr dramatyczny             | Roman Osadnik (dyrektor naczelny), Natalia Korczakowska (dyrektor artystyczny) | Śródmieście, Pałac Kultury i Nauki                                  | www.teatrstudio.pl        |            |
| Teatr Syrena                           | teatr muzyczny                | Agnieszka Monika Walecka | Śródmieście, ul. Litewska 3                                         | www.teatrsyrena.pl        |            |
| Teatr Wielki - Opera Narodowa          | teatr operowy                 | Waldemar Dąbrowski (dyrektor naczelny), Mariusz Treliński (dyrektor artystyczny), Krzysztof Pastor (dyrektor baletu), Tadeusz Kozłowski (dyrektor muzyczny)                                                | Śródmieście, Teatr Wielki - Opera Narodowa                          | www.teatrwielki.pl        |            |
| Teatr WARSawy                          | teatr niezależny              | Adam Sajnuk | Śródmieście, Rynek Nowego Miasta 5                                  | teatrwarsawy.pl           |            |
| Teatr Wolandejski                      | teatr dramatyczny             | Piotr Kulczycki | Ursynów, ul. Lachmana 5                                             | www.wolandejski.pl        |            |
| Teatr Współczesny                      | teatr dramatyczny             | Wojciech Malajkat | Śródmieście, ul. Mokotowska 13                                      | www.wspolczesny.pl        |            |
| Teatr Żydowski                         | teatr dramatyczny             | Gołda Tencer | Śródmieście, ul. Senatorska 35                                      | www.teatr-zydowski.art.pl |            |
| Warszawska Opera Kameralna             | teatr operowy                 | Alicja Węgorzewska-Whiskerd | Śródmieście, al. „Solidarności” 76b                                 | www.operakameralna.pl     |            |
| TEATR XL im. Artystów Zaangażowanych   | teatr dramatyczny niezależny  | Diana Karamon | Praga-Północ, plac Hallera 5 lok. 10a                               | teatrxl.com               |            |
| Teatr Potem-o-tem                      | teatr niezależny              | Marcin Zbyszyński, Filip Kosior | Śródmieście, ul. Nowolipki 2                                        | www.potemotem.com         |            |
| Polska Opera Królewska                 | teatr operowy                 | Andrzej Klimczak | Śródmieście, ul. Nowogrodzka 49                                     | operakrolewska.pl         |            |

## Teatry bez stałej siedziby
| teatr                                    | prowadzący                | www                             |
| ---------------------------------------- | ------------------------- | ------------------------------- |
| Teatr Klasyki Polskiej                   | Jarosław Gajewski         | https://teatrklasykipolskiej.pl |
| Teatr Adekwatny                          | Henryk Boukołowski        | teatr.adekwatny.pl              |
| Teatr Gudejko                            | Jerzy Gudejko             | teatrgudejko.pl                 |
| Teatr Hybrydy Uniwersytetu Warszawskiego | Maciej Dzięciołowski      | www.teatr.hybrydy.uw.edu.pl     |
| Teatr la M.ort                           | Ewelina Kaufmann          | www.lamort.pl                   |
| Teatr Literacki                          | Aleksandra Ford-Sampolska | www.teatrliteracki.pl           |
| teatr tm                                 | Tomasz Mędrzak            | www.teatrtm.pl                  |

## Teatry zamknięte
| Nazwa                     | Od   |   | Do   |
| ------------------------- | ---- | - | ---- |
| Teatr Buffo               | 1938 | – | 1939 |
| Cricot                    | 1938 | – | 1939 |
| Operetka Warszawska       | 1954 | – | 1990 |
| Studencki Teatr Satyryków | 1954 | – | 1975 |
| Teatr 8:30                | 1932 | – | 1939 |
| Teatr Letni               | 1870 | – | 1939 |
| Teatr Mały (1880-1901)    | 1880 | – | 1901 |
| Teatr Mały (1906-1939)    | 1906 | – | 1939 |
| Teatr Mały (1945-1950)    | 1945 | – | 1950 |
| Teatr Mały (1970-2009)    | 1973 | – | 2009 |
| Teatr Nowości             | 1901 | – | 1932 |
| Teatr Nowy (1881-1901)    | 1881 | – | 1901 |
| Teatr Nowy (1921-1926)    | 1921 | – | 1926 |
| Teatr Nowy (1928-1939)    | 1928 | – | 1939 |
| Teatr Nowy (1947-2005)    | 1947 | – | 2005 |
| Teatr Rzeczypospolitej    | 1983 | – | 1990 |
| Teatr Ziemi Mazowieckiej  | 1956 | – | 1994 |
| Teatr Bajka               | 2004 | – | 2011 |
| Teatr Marywil             | 1919 | – | 1921 |

## Imprezy teatralne
- Hajdpark
- Konkurs Teatrów Ogródkowych